# Talcher
Talcher es una ciudad y  municipio situada en el distrito de Angul en el estado de Odisha (India). Su población es de 40841 habitantes (2011). Se encuentra a orillas del río Brahmani, a 108 km de Bhubaneswar y a 98 km de Cuttack.

## Demografía
Según el censo de 2011 la población de Talcher era de 40841 habitantes, de los cuales 21774 eran hombres y 19067 eran mujeres. Talcher tiene una tasa media de alfabetización del 85,18%, superior a la media estatal del 72,87%: la alfabetización masculina es del 90,55%, y la alfabetización femenina del 79,08%.